# Gul hestesko
Gul hestesko (Hippocrepis comosa) er en flerårig, urteagtig plante med en krybende til opstigende vækst. Blomsterne dufter behageligt og bestøves af forskellige biarter. 

## Beskrivelse
Stænglerne vokser stjerneformet ud fra rodhalsen. De er delvist forveddede ved basis, men ellers lysegrønne til rødlige, hårløse og furede. bladene sidder spredtstillet, og de er uligefinnede med 4-8 smalt ovale småblade, der har hel rand og en lille, men tydelig spids. Begge bladsider er gråligt lysegrønne. 
Blomstringen sker i maj-juli, hvor man finder blomsterne samlet i endestillede, skærmagtige stande med 5-12 blomster. De enkelte blomster er uregelmæssige (ærteblomster) og 5-tallige med gule, brunårede kronblade. Frugterne er bælge, som skilles i hesteskoformede stykker ved modningen.
Rodnettet består af en kraftig, dybtgående pælerod og et vidt udbredt filt af siderødder. 
Højde x bredde og årlig tilvækst: 0,05 x 0,30 m (5 x 30 cm/år).

## Hjemsted
Arten er udbredt i det sydlige og centrale Europa. Den er knyttet til lysåbne, varme og tørre voksesteder med lavt næringsindhold og neutral eller basisk reaktion. Derfor findes den ofte som pionerplante i stenbrud, langs vejkanter, på ruderater og i tørre, kalkrige stepper. 
Langs skovkanter i det centrale Istrien, Kroatien, findes arten i samfund med bl.a. hjertegræs, bakkemysike, bakkesoløje, bjergkløver, blågrøn star, cypresvortemælk, dansk kambunke, Danthonia calycina (en art af tandbælg), Dianthus sanguineus (en art af nellike), dunet vejbred, engsalvie, fligetbladet brunelle, knoldet mjødurt, Linum tenuifolium (en art af hør), opret hejre og ølandkugleblomst
| Portal | Portal:Botanik |

## Note
1. ↑  Andraz Carni: Vegetation of Forest Edges in the Central Part of Istria (engelsk)